# Roy Acuff
Roy Claxton Acuff (ur. 15 września 1903 w Maynardville, zm. 23 listopada 1992 w Nashville) – amerykański muzyk country, wokalista i skrzypek odznaczony Narodowym Medalem Sztuk.

## Życiorys
Urodził się jako Roy Claxton Acuff w Maynardsville (Tennessee), zaledwie kilka kilometrów na północ od Knoxville, w górach Great Smoky Mountains, jako syn Neila Acuffa, adwokata i pastora oraz Idy Florence Carr. Gdy Acuff miał 16 lat, rodzina przeniosła się do Fountain City, na przedmieściach Knoxville, a on spędził większość swoich lat w szkole średniej, doskonaląc się w sporcie. Po ukończeniu studiów został zaproszony na próbę na zgrupowanie pierwszoligowego zespołu baseballowego (liga MLB), ale wyprawa wędkarska na Florydę w 1929 r. zakończyła się poważnym udarem słonecznym i Acuff był przykuty do łóżka przez kilka miesięcy. W czasie rekonwalescencji ponownie zainteresował się muzyką i zaczął doskonalić swoje umiejętności gry na skrzypcach. Kiedy wyzdrowiał, porzucił marzenia o karierze baseballowej i postanowił wykorzystać swój nowo odkryty talent muzyczny.

## Kariera
Artyście nadano nieformalny tytuł „Króla muzyki country”. Wydaje się on być zupełnie zasłużony. Acuff przez ponad sześćdziesiąt lat tworzył muzykę country, wykazując wielkie przywiązanie do jej ortodoksyjnej formy i tradycyjnych wartości. Był także wieloletnim kierownikiem (Grand Master), Grand Ole Opry, sceny muzycznej w Nashville, na której debiutowali wszyscy wielcy muzyki country. Acuff był też znakomitym biznesmenem. Był współwłaścicielem, założonej w 1942 spółki wydawniczej Acuff-Rose Publications, która w latach czterdziestych, pięćdziesiątych i sześćdziesiątych XX wieku nabyła prawa autorskie setek wielkich przebojów należących do dorobku współczesnych piosenkarzy z kręgu muzyki country i pop. Okresem największej popularności Acuffa były lata czterdzieste i pięćdziesiąte, kiedy stał się rodzajem „instytucji narodowej”. Popularność jego spadła wraz z nadejściem rock and rolla, choć powszechnie się uważa, że muzyka grana przez niego przyczyniła się znacznie do rozwoju tego gatunku. Ostatecznie spadło także jego znaczenie w kręgu country wraz z przenikaniem do tej muzyki elementów rocka i muzyki pop.

## Dyskografia
- 1951: Old Time Barn Music
- 1955: Songs of the Smokey Mountains
- 1958: Great Speckled Bird
- 1961: Once More It's Roy Acuff
- 1961: That Glory Bound Train
- 1962: Hymn Time
- 1963: Country Music Hall of Fame
- 1963: Hand-Clapping Gospel Songs
- 1963: Roy Acuff Sings American Folk Songs
- 1963: Songs of the Smokey Mountains
- 1963: Star of the Grand Ol' Opry
- 1963: The World is His Stage
- 1965: Great Train Songs
- 1965: Roy Acuff
- 1965: The Great Roy Acuff
- 1965: The Voice of Country Music
- 1966: Roy Acuff Sings Hank Williams
- 1966: Waiting for My Call to Glory
- 1970: I Saw the Light
- 1970: Roy Acuff Time
- 1970: Sunshine Special
- 1970: Time
- 1974: Back in the Country
- 1975: Smokey Mountain Memories
- 1975: That's Country
- 1975: Wabash Cannonball
- 2004: Firerball Mail

## Notowania Billboardu
| Albumy na listach Billboardu | Albumy na listach Billboardu | Albumy na listach Billboardu | Albumy na listach Billboardu |
| Rok                          | Album                        | Lista                        | pozycja                      |
| ---------------------------- | ---------------------------- | ---------------------------- | ---------------------------- |
| 1974                         | Back in the Country          | Country Albums               | 44                           |

| Single na listach Billboardu | Single na listach Billboardu             | Single na listach Billboardu | Single na listach Billboardu |
| Rok                          | Piosenka                                 | Lista                        | pozycja                      |
| ---------------------------- | ---------------------------------------- | ---------------------------- | ---------------------------- |
| 1958                         | Once More                                | Country Singles              | 8                            |
| 1959                         | Come And Knock (On The Door Of My Heart) | Country Singles              | 20                           |
| 1959                         | So Many Times                            | Country Singles              | 16                           |
| 1965                         | Freight Train Blues                      | Country Singles              | 45                           |
| 1971                         | I Saw The Light                          | Country Singles              | 56                           |
| 1974                         | Back In The Country                      | Country Singles              | 51                           |
| 1974                         | Old Time Sunshine Song                   | Country Singles              | 97                           |

- Piosenka Wabash Cannonball została umieszczona na liście 500 piosenek, które ukształtowały rock utworzonej przez Rock and Roll Hall of Fame.